# طاهره صفارزاده
طاهره صفّارزاده (۲۷ آبان ۱۳۱۵، سیرجان - ۴ آبان ۱۳۸۷، تهران) شاعر، پژوهشگر و مترجم ایرانی قرآن بود. او برگزیدهٔ اولین دورهٔ جشنوارهٔ بین‌المللی شعر فجر در بخش نو (سپید و نیمایی) بود. زبان و ادبیات انگلیسی را در دانشگاه تهران خوانده و در آمریکا در رشتهٔ نقد تئوری علمی در ادبیات جهان به تحصیل پرداخته بود. به‌جز مجموعه‌های شعر و ترجمه، چند کتاب هم در زمینهٔ نقد ترجمه از او به‌چاپ رسیده‌اند.
وی نخستین کسی است که ترجمه‌ای دوزبانه از قرآن به انگلیسی و فارسی را انجام داد.

## زندگی
طاهره صفّارزاده در ۲۷ آبان ۱۳۱۵ در سیرجان استان کرمان زاده شد. او پس از کسب مدرک لیسانس در رشتهٔ زبان و ادبیات انگلیسی، برای ادامهٔ تحصیل به خارج کشور رفت. در سال ۱۳۷۱ از سوی وزارت فرهنگ و آموزش عالی، عنوان استاد نمونه به وی اعطا شد و در سال ۱۳۸۰ پس از انتشار ترجمهٔ قرآن به انگلیسی و فارسی عنوان «خادم‌القرآن» را کسب کرد.
او در سال ۲۰۰۵، از سوی انجمن نویسندگان آفریقایی و آسیایی در مصر، به‌عنوان برترین زن مسلمان برگزیده شد.
وی همسر عبدالوهاب نورانی وصال، از اساتید نامی ادبیات شیراز و سومین نسل از خاندان وصال بود.

### درگذشت
طاهره صفّارزاده پنجم مهرماه سال ۱۳۸۷ به‌علت ضایعهٔ مغزی در بیمارستان ایرانمهر تهران، بستری و جراحی شد، حدود ساعت ۹:۳۰ صبح روز شنبه ۴ آبان ۱۳۸۷ در همان بیمارستان در سن ۷۲ سالگی درگذشت. وی در امامزاده صالح تجریش به خاک سپرده شد.

### تدفین و حواشی
بنا به اظهارات برادرش جلال صفّارزاده در «همایش علمی و ادبی دکتر طاهره صفّارزاده» در تاریخ ۱۱ آبان ۱۳۹۴، مزار او در امامزاده صالح، بدون هماهنگی با بازماندگان نبش و خانم دیگری در طبقهٔ دوم آن دفن شد. ظاهراً علت این امر عدم پرداخت مبلغ ۸۰ میلیون تومان به تولیت امامزاده صالح جهت خاکسپاری وی در زیرزمین این امامزاده بوده‌است،
عبدالعلی گواهی، تولیت وقت امامزاده صالح، گفت که در سال ۱۳۸۷ با دستور حجت‌الاسلام مصلحی که ریاست سازمان اوقاف را به عهده داشت، یک طبقه از قبری سه‌طبقه به این شاعر و مترجم قرآن اهدا شد. او افزود: طبق قانون وقتی جنازهٔ فردی در یک قبر سه‌طبقه به خاک سپرده می‌شود، از اقوام و وارثان او سؤال می‌شود که سایر طبقات این قبر را می‌خواهند یا خیر. مرحوم صفّارزاده فرزند نداشت و همسرشان هم زودتر فوت کرده بودند. ما هم ۵ سال به دنبال وارثان ایشان گشتیم. پس از حدود ۷ سال پیکر یک خانم که قاری قرآن بود در طبقهٔ بالای قبر مرحوم صفّارزاده به خاک سپرده شد و هیچ‌گونه نبش قبری هم صورت نگرفت. به گفتهٔ گواهی برادر مرحوم صفّارزاده از آستان امامزاده صالح خواسته بوده که طبقهٔ بالای این قبر را بدون پرداخت هیچ وجهی به او بدهند و تولیت هم پاسخ داده که به‌دلیل جایگاه خانم صفّارزاده قبری به ایشان اهداد شده و طبیعتاً برادر این مرحوم از چنین جایگاهی برخوردار نیست. همین مسئله باعث شده تا ایشان به جوسازی علیه آستان امامزاده صالح دست بزنند و مطالبی را عنوان کنند که صحت ندارد.

## نامگذاری خیابان
احمد مسجدجامعی در جلسهٔ شورای شهر در مورخ ۴ آبان ۸۹، با بزرگداشت یاد و خاطرهٔ طاهره صفّارزاده، تسریع در نام‌گذاری خیابان یا مکانی فرهنگی به نام این شاعر و مترجم فقید قرآن را خواستار شد. در اسفند ۹۹ خیابان فتح در حاشیه بزرگراه صدر تهران، به نام طاهره صفّارزاده تغییر نام یافت.

### مجموعه شعر
- رهگذر مهتاب (۱۳۴۱)
- چتر سرخ (به انگلیسی) (۱۳۴۷)
- طنین در دلتا (۱۳۴۹)
- سد و بازوان (۱۳۵۰)
- سفر پنجم (۱۳۵۶)
- حرکت و دیروز (۱۳۵۷)
- بیعت با بیداری (۱۳۶۶)
- مردان منحنی (۱۳۶۶)
- دیدار با صبح (۱۳۶۶)

### ترجمه‌پژوهی
- اصول و مبانی ترجمه: تجزیه و تحلیلی از فن ترجمه ضمن نقد عملی آثار مترجمان (۱۳۵۸)
- ترجمه‌های نامفهوم (۱۳۸۴)

### ترجمه قرآن
- ترجمه مفاهیم بنیادی قرآن مجید (فارسی و انگلیسی) (۱۳۷۹)
- ترجمه قرآن حکیم (سه زبانه؛ متن عربی با ترجمه فارسی و انگلیسی) (۱۳۸۰)
- ترجمه قرآن حکیم (دو زبانه؛ متن عربی با ترجمه فارسی) (۱۳۸۲)
- ترجمه قرآن حکیم (دو زبانه؛ متن عربی با ترجمه انگلیسی) (۱۳۸۵)

### دربارهٔ صفارزاده
- بیدارگ

1. 1 2  «طاهره صفارزاده صبح امروز درگذشت». خبرگزاری تابناک. ۴ آبان ۱۳۸۷. بایگانی‌شده از اصلی در ۲۸ اکتبر ۲۰۰۸. دریافت‌شده در ۴ آبان ۱۳۸۷.
2. ↑  «برگزیدگان نخستین جشنواره شعر فجر معرفی شدند». خبرگزاری مهر | اخبار ایران و جهان | Mehr News Agency. ۲۰۰۷-۰۲-۱۳. دریافت‌شده در ۲۰۲۰-۰۱-۲۳.
3. 1 2  «نام‌گذاری خیابان یا مکانی فرهنگی به نام طاهره صفارزاده». ایسنا. ۲۰۱۰-۱۰-۲۷. دریافت‌شده در ۲۰۲۱-۰۳-۰۹.
4. ↑  SaffarzadehCommemoration Due
5. ↑  مروری بر زندگی بانوی نمونهٔ جهان اسلام بایگانی‌شده  در ۲۹ اکتبر ۲۰۰۸ توسط Wayback Machine (خبرگزاری ایسنا)
6. ↑  «نبش قبر طاهره صفارزاده در امامزاده صالح (ع)». خبرآنلاین. ۲۰۱۵-۱۱-۰۲. دریافت‌شده در ۲۰۱۹-۰۵-۱۶.
7. ↑  «نبش قبر طاهره صفارزاده».
8. ↑  «جنجال نبش قبرمرحوم صفارزاده صحت دارد؟». مشرق نیوز. ۲۰۱۵-۱۱-۰۳. دریافت‌شده در ۲۰۲۱-۰۳-۰۹.

- - معرفی طاهره صفارزاده
- طاهره صفارزاده شاعر ایرانی درگذشت
- بازدید ۳ مارس ۲۰۰۸ Wikipedia contributors, "Tahereh Saffarzadeh," Wikipedia, The Free Encyclopedia